# Comuna Suholisî, Bila Țerkva
Suholisî (în ucraineană Сухоліси) este o comună în raionul Bila Țerkva, regiunea Kiev, Ucraina, formată din satele Cepîliivka și Suholisî (reședința).

## Demografie
Componența lingvistică a comunei Suholisî
     Ucraineană (95,98%)
     Rusă (3,71%)
     Alte limbi (0,05%)
Conform recensământului din 2001, majoritatea populației comunei Suholisî era vorbitoare de ucraineană (95,98%), existând în minoritate și vorbitori de rusă (3,71%).